# Rickey Medlocke
Rickey Medlocke (* 17. února 1950) je hudebník, nejvíce známý jako frontman a kytarista jižansky rockové skupiny Blackfoot. Byl také členem Lynyrd Skynyrd krátce v roce 1970 jako bubeník, ale se vrátil ke skupině až v roce 1996 poté, co ho přizval Gary Rossington.

## Diskografie

### SBlackfoot
- No Reservations (1975)
- Flying High (1976)
- Strikes (1979)
- Tomcattin (1980)
- Marauder (1981)
- Highway Song Live (1982)
- Siogo (1983)
- Vertical Smiles (1984)
- Rick Medlocke And Blackfoot (1987)
- Medicine Man (1990)
- After the Reign (1994)
- Live On The King Biscuit Flower Hour (1999)

### sLynyrd Skynyrd
- Skynyrd's First and... Last (1978)
- Twenty (1997)
- Edge of Forever (1999)
- Vicious Cycle (2003)
- Lynyrd Skynyrd Lyve: The Vicious Cycle Tour (2004)
- Lyve from Steel Town (2007)
- God & Guns (2009)